# Muriel Viejo
Muriel Viejo település Spanyolországban, Soria tartományban. Muriel Viejo Cabrejas del Pinar községgel határos. Lakosainak száma 75 fő (2024).

## Népesség
A település népessége az elmúlt években az alábbi módon változott:
| Lakosok száma | 74   | 69   | 76   | 72   | 81   | 79   | 88   | 85   | 78   | 75   |
|               | 2001 | 2004 | 2007 | 2009 | 2012 | 2014 | 2017 | 2019 | 2022 | 2024 |